# Javier Frana
Javier Frana, född den 25 december 1966 i Rafaela, är en argentinsk tennisspelare.
Han tog OS-brons i herrarnas dubbelturnering i samband med de olympiska tennisturneringarna 1992 i Barcelona.